# Nathan Larson
Nathan Larson (født 12. september 1970 i Maryland, USA) er en amerikansk komponist og musiker, tidligere guitarist i 90er gruppen Shudder To Think, nuværende prisvindende producer af filmmusik. Han er gift med svenske Nina Persson der er medlem af gruppen The Cardigans.

## Filmmusik i udvalg
- 1998 – Velvet Goldmine (med Shudder To Think)
- 1999 – hans coverversion af The Cures sang Boys Don't Cry blev brugt I filmen Boys Don't Cry
- 2000 – Tigerland
- 2002 – Malcolm
- 2002 – Lilja 4-ever
- 2002 – Storytelling
- 2002 – Le Chateau
- 2003 – Mannen som log
- 2003 – Dirty Pretty Things
- 2004 – The Woodsman
- 2004 – Prozac Nation
- 2004 – A Love Song for Bobby Long
- 2005 – Little Fish
- 2005 – Palindromes
- 2017 - Nabospionen